# Nymphoides peltatum
Nymphoides peltatum là một loài thực vật có hoa trong họ Menyanthaceae. Loài này được (S.G. Gmel.) Britten & Rendle mô tả khoa học đầu tiên năm 1907.